# Grieben
Grieben là một đô thị thuộc huyện Stendal bang Sachsen-Anhalt, Đức. Đô thị Grieben có diện tích 20,35 km², dân số thời điểm ngày 31 tháng 12 năm 2006 là 784 người.